# Pleasures of the Flesh
《Pleasures of the Flesh》는 미국의 스래시 메탈 밴드 엑소더스의 두 번째 스튜디오 음반이다. 1987년에 발매된 이 음반은 폴 발로프가 밴드에서 해고된 후 스티브 소자가 보컬로 참여한 첫 번째 음반이다. 이 음반은 1998년 센추리 미디어 레코드에 의해 유럽에서만 배포되기 위해 리마스터링되고 재발매되었다.

## 배경
《Pleasures of the Flesh》는 오리지널 커버 아트와 식인종으로 묘사된 밴드의 삽화를 포함했다. 그러나 발매 전, 커버는 바에 기대어 있는 그룹 멤버들의 사진으로 대체되었다. 음반이 발행되기 직전, 오리지널 음반 커버는 음악 잡지에 "메탈의 가장 무거운 식사"라는 헤드라인과 함께 홍보되었다. 또한 한정판 사진 디스크 LP로도 제공되었다.
《Pleasures of the Flesh》의 작사 및 녹음 세션은 완료하는 데 2년이 걸렸다. 음반 발매는 엑소더스가 《Bonded by Blood》를 지원하기 위해 투어를 계속하고 가수 폴 발로프가 1987년에 시작된 녹음 세션 직전에 밴드를 떠났을 때 수 차례 지연되었다. 발로프와 함께 음반에 수록된 여러 곡의 데모가 인터넷에 떠돌고 있다. 비록 그는 음반에서 공연하지 않았지만, 발로프는 수록곡 〈Seeds of Hate〉, 〈Pleasures of the Flesh〉, 〈Brain Dead〉에서 공을 인정받았다.

## 평가
| 전문가 평가                      | 전문가 평가 |
| 평가 점수                        | 평가 점수   |
| 출처                             | 점수        |
| -------------------------------- | ----------- |
| AllMusic                         | [ 3 ]       |
| Collector's Guide to Heavy Metal | 7/10        |

《Pleasures of the Flesh》는 음반에 5점 만점에 별 2개를 수여한 올뮤직의 에두아르도 리바다비아로부터 부정적인 평가를 받았고 그것을 "매우 실망스러운 발표"라고 불렀다. 그는 이 음반이 "미래에 대해 거의 희망을 남기지 않았지만 놀랍게도 엑소더스가 1989년의 《Fabulous Disaster》의 훌륭한 결과들로 반등할 것"이라고 덧붙였다. 마틴 포포프는 이 음반을 "망연한 작곡적 정교함"이 포함된 "전면적이고, 우스꽝스럽게 전시되고, 최고의 강타" 작품이라고 묘사했다. 그러나 그는 중간 음역이 지배하는 사운드와 음악의 "폐쇄공포증을 유발하는, 기타가 지배하는 사슬톱-대량 학살 효과"에 의해 흥분하지 않았다.
《Pleasures of the Flesh》는 82위로 미국 빌보드 200 차트에 진입했다.

## 곡 목록
모든 곡들은 특별한 언급이 없는 한 게리 홀트와 스티브 소자에 의해 작사/작곡하였다.
| #  | 제목                                   | 작사·작곡       | 재생 시간 |
| -- | -------------------------------------- | --------------- | --------- |
| 1. | 〈Deranged〉                           |                 | 3:46      |
| 2. | 〈'Til Death Do Us Part〉              |                 | 4:50      |
| 3. | 〈Parasite〉                           |                 | 4:55      |
| 4. | 〈Brain Dead〉                         | 폴 발로프, 홀트 | 4:15      |
| 5. | 〈Faster than You'll Ever Live to Be〉 |                 | 4:26      |

| #   | 제목                       | 작사·작곡    | 재생 시간 |
| --- | -------------------------- | ------------ | --------- |
| 6.  | 〈Pleasures of the Flesh〉 | 발로프, 홀트 | 7:37      |
| 7.  | 〈30 Seconds〉             |              | 0:40      |
| 8.  | 〈Seeds of Hate〉          | 발로프, 홀트 | 4:57      |
| 9.  | 〈Chemi-Kill〉             |              | 5:46      |
| 10. | 〈Choose Your Weapon〉     |              | 4:52      |